# 1963 في النرويج
فيما يلي قوائم الأحداث التي وقعت خلال عام 1963 في النرويج.

## سياسة

### تعيين في المنصب
- 4 يوليو – تريغفه لي Minister of industry  [لغات أخرى]‏،Minister of industry  [لغات أخرى]‏.
- 25 سبتمبر – أينار غارهاردسن رئيس وزراء النرويج.
- 25 سبتمبر – تريغفه براتلي Minister of Transport of Norway [الإنجليزية]‏.
- 25 سبتمبر – غونار ألف لارسن عضو برلمان النرويج  [لغات أخرى]‏.
- 25 سبتمبر – ماغنوس أندرسن Minister of Fisheries and Ocean Policy [الإنجليزية]‏.

### انتهاء فترة المنصب
- 28 أغسطس – أينار غارهاردسن رئيس وزراء النرويج.
- 28 أغسطس – تريغفه براتلي Minister of Transport of Norway [الإنجليزية]‏.
- 28 أغسطس – تريغفه لي Minister of industry  [لغات أخرى]‏.
- 28 أغسطس – غونار ألف لارسن عضو برلمان النرويج  [لغات أخرى]‏.

## رياضة
- 1 يناير – الدوري النرويجي الممتاز 1963 الفائز نادي بران.
- 1 يناير – دوري كرة القدم النرويجي الدرجة الأولى 1963 الفائز Sandefjord BK [الإنجليزية]‏.
- 1 يناير – كأس النرويج 1963 الفائز نادي شايد.

## مواليد

### يناير
- 1 يناير – جون سارا موسيقي نرويجي.
- 4 يناير – ماي بريت موزر
- 7 يناير – جورج أندرسن
- 30 يناير – تارجي هولتت لارسن كاتب نرويجي.

### فبراير
- 3 فبراير – يورن أندرسن

### أبريل
- 8 أبريل – سيمين أوسيد ملاكم نرويجي.
- 10 أبريل – رون كريستشنسن كاتب نرويجي.
- 20 أبريل – كريستوفر نيلسن فنان قصص مصورة نرويجي.

### مايو
- 19 مايو – رونه بيدرسون
- 24 مايو – جورج فون كروغ

### يونيو
- 10 يونيو – نادية الحسناوي

### أغسطس
- 14 أغسطس – كغارتن كريستيانسن موسيقي نرويجي.

### سبتمبر
- 16 سبتمبر – ماغني هافنا ملاكم نرويجي.

### أكتوبر
- 10 أكتوبر – فيغارد أولفانغ متزحلق نرويجي.
- 22 أكتوبر – بينديكت أدريان مغنية نرويجية.

## وفيات

### يناير
- 16 يناير – ماغنوس اولسن (مواليد 1878)
- 20 يناير – باول براتن (مواليد 1876)
- 21 يناير – إينغار نيلسن (مواليد 1885) رُبّان نرويجي.

### فبراير
- 1 فبراير – هرمان هيلجيسين (مواليد 1889) لاعب جمباز فني نرويجي.

### مارس
- 13 مارس – إدفين بولسين (مواليد 1889) لاعب جمباز فني نرويجي.
- 24 مارس – بيدير هولت (مواليد 1899) سياسي نرويجي.

### أبريل
- 11 أبريل – أرفيد غرام بولسن (مواليد 1922)

### يونيو
- 13 يونيو – أولاف بيورنستاد (مواليد 1882) مُجدّف نرويجي.

### يوليو
- 13 يوليو – جون فالكنبيرغ (مواليد 1901)

### نوفمبر
- 2 نوفمبر – بير غولبراندسن (مواليد 1897) مُجدّف نرويجي.